# موگا، نپال
موگا (به لاتین: Muga) یک روستا در نپال است که در Dhankuta District واقع شده‌است. موگا ۴٬۱۰۱ نفر جمعیت دارد.